# Johann Gradt
Johann Gradt (* 21. Dezember 1831 in Jurklošter, Slowenien; † 19. Juli 1879 in Wien) war ein österreichischer Architekt und Denkmalpfleger.

## Leben
Gradt wurde in der damaligen Untersteiermark als Sohn eines Fleischers und späteren Gastwirts geboren. Nach seiner schulischen Ausbildung in Wien war er 1851 bis 1857 Student der Technik am Joanneum in Graz. Er verließ Graz ohne Abschluss und wechselte auf die Architekturschule der Akademie der bildenden Künste in Wien. Nach Beendigung des Studiums ging Gradt zurück in die Steiermark und war ab 1863 im Dienste der Denkmaldokumentation tätig. 1867 bekam er vom Historischen Verein für Steiermark den offiziellen Auftrag, die von Carl Haas begonnene sogenannte Monumentalstatistik (zeichnerische Erfassung von v. a. mittelalterlichen Denkmalen) zu vollenden. Im Sommer 1869 wurde er Sekretär des Niederösterreichischen Gewerbevereins und Direktor der ersten österreichischen Baugewerkschule in Wien. Er verlegte daraufhin seinen Lebensmittelpunkt wieder nach Wien. 1871 wurde er Korrespondent für Niederösterreich der k. k. Central-Commission zur Erforschung und Erhaltung der Baudenkmale.

## Veröffentlichungen (Auswahl)
- Die mittelalterlichen Baudenkmale der Stadt Laa und deren Umgebung. In: Mittheilungen der Kaiserl. Königl. Central-Commission zur Erforschung und Erhaltung der Baudenkmale 17, 1872
- Die Pfarrkirche St. Jacob in Lichtenwörth. In: Mittheilungen der Kaiserl. Königl. Central-Commission zur Erforschung und Erhaltung der Baudenkmale 17, 1872
- Die schmiedeeisernen Leuchter der Stiftskirche zu Heiligenkreuz. In: Mittheilungen der Kaiserl. Königl. Central-Commission zur Erforschung und Erhaltung der Baudenkmale 18, 1873
- Wiener Neustadt im Mittelalter. In: Berichte und Mitteilungen des Altertums-Vereines zu Wien 14, 1874
- Archäologische Reiseaufnahmen von der Westgrenze Niederösterreichs. In: Berichte und Mitteilungen des Altertums-Vereines zu Wien 14, 1874
- Archäologische Reiseaufnahmen aus dem Viertel unter dem Wiener Wald. In: Berichte und Mitteilungen des Altertums-Vereines zu Wien 15, 1875
- Die Marien-Capelle von Wilhelmsburg. In: Mitteilungen der K.K. Zentral-Kommission zur Erforschung und Erhaltung der Kunst- und Historischen Denkmale N.F. 4, 1878
- Provisorisches Organisations-Statut und Unterrichts-Programm sowie Bericht ... der … I. österr. Baugewerkschule und der mit selber verbundenen allgemeinen (Gewerbe) Zeichenschule im IX. Bezirk in Wien. Wien 1878 (Digitalisat).